# Well Dunn
Well Dunn, ook bekend als Southern Rockers, was een professioneel worsteltag-team, dat vooral bekend was in de World Wrestling Federation, van 1993 tot 1995. De leden van dit team waren Timothy Smith (Timothy Well/Rex King) en Steve Doll (Steven Dunn/Steve Doll).
Het team worstelde ook voor de Music City Wrestling, Pacific Northwest Wrestling, United States Wrestling Association en World Wrestling Council.

## In het worstelen
- Finishers en signature moves
  - Double DDT
  - Flying forearm smash

- Manager
  - Harvey Wippleman

## Prestaties
- Music City Wrestling
  - MCW North American Tag Team Championship (1 keer)

- Pacific Northwest Wrestling
  - NWA Pacific Northwest Tag Team Championship (4 keer)

- United States Wrestling Association
  - USWA World Tag Team Championship (4 keer)

- World Wrestling Council
  - WWC World Tag Team Championship (1 keer)